# Sollkosten
Sollkosten sind in der Betriebswirtschaftslehre und insbesondere in der Kostenrechnung eine Kostenart, die auf den in den tatsächlichen Beschäftigungsgrad umgerechneten Plankosten beruht. Pendant sind die Istkosten.

## Allgemeines
Sollkosten sind diejenigen Kosten, die bei wirtschaftlichem Verhalten hätten entstehen sollen und nicht überschritten werden sollten. Sie werden im Voraus (ex ante) für künftige Produktionsprozesse ermittelt und als Kostenvorgaben (Zielvorgaben) an Kostenstellen weitergegeben.

## Ermittlung
Die Sollkosten {\displaystyle K_{\text{s}}} sind das Produkt aus der Ist-Beschäftigung {\displaystyle B_{\text{i}}} und dem Plankostensatz {\displaystyle k_{\text{p}}}:
{\displaystyle K_{\text{s}}=B_{\text{i}}\cdot k_{\text{p}}}
Die Sollkosten erhöhen sich – bei konstantem Plankostensatz –, wenn der Beschäftigungsgrad steigt.

## Verwendung
Sollkosten werden in der Vorkalkulation verwendet. Eine Umrechnung der Plankosten auf Sollkosten ist nur dann erforderlich, wenn der tatsächliche Beschäftigungsgrad vom geplanten abweicht; ansonsten sind die Sollkosten mit den Plankosten identisch.
Durch den Soll-Ist-Abgleich werden dem Kostenmanagement Informationen über die Kostenabweichung zur Verfügung gestellt. Hierbei kann es zu einer Kostenüberdeckung ({\displaystyle {\text{Sollkosten}}>{\text{Istkosten}}}) oder Kostenunterdeckung ({\displaystyle {\text{Sollkosten}}<{\text{Istkosten}}}) kommen.

## Bedeutung für die Abweichungsanalyse
Die Sollkosten spielen im Rahmen der Analyse von Abweichungen von Ist- und Plankosten eine wichtige Rolle. Eine Differenz zwischen den Istkosten und den Sollkosten ergibt sich lediglich aufgrund von unterschiedlichen Kostensätzen. Die sogenannte Preisabweichung kann so von der durch Unterschiede zwischen Ist- und Planbeschäftigung hervorgerufenen Mengenabweichung getrennt werden.

## Bedeutung innerhalb der flexiblen Plankostenrechnung
Die Sollkosten ergeben sich hier als Summe der vom Beschäftigungsgrad unabhängigen Fixkosten und der durch die Leistungserstellung verursachten variablen Kosten je Kostenstelle. Durch diese Umrechnung der starren Plankosten auf die variable momentane Ist-Beschäftigung erhält man die angefallenen Sollkosten, die Vorgabecharakter besitzen. Damit wird ein sinnvoller Vergleich der Plankosten mit den Istkosten erreicht, um somit eine Kostenkontrolle durchführen zu können, den sogenannten Soll-Ist-Vergleich.

## Abgrenzungen
Die Plankosten der von der Planbeschäftigung abweichenden Mengen (Istmengen) werden in der Plankostenrechnung als Sollkosten tituliert. Sollkosten sind dagegen die Kostenvorgaben für die jeweilige Ist-Beschäftigung in einer Kostenstelle. Plan- und Sollkosten stimmen nur dann überein, wenn die Ist-Beschäftigung mit der Plan-Beschäftigung identisch ist. Standardkosten sind die auf einen standardisiert hergestellten Kostenträger der Serienfertigung bezogenen Plankosten. Sie sind weder Ist- noch Sollkosten, sondern die geschätzten Durchschnittskosten in künftigen Planungsperioden. Normalkosten werden als Durchschnittskosten aus den Istkosten vergangener Rechnungsperioden abgeleitet.